# ステアマン・エアクラフト

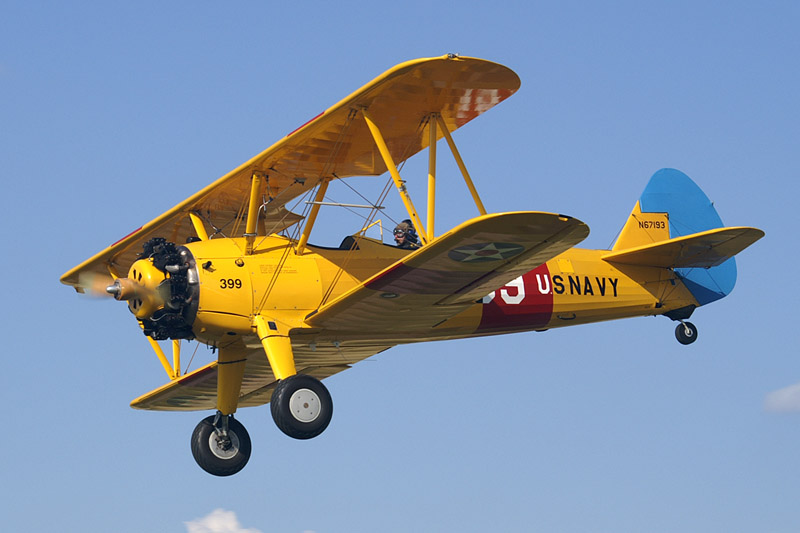
ボーイング・ステアマン モデル75

ステアマン・エアクラフトはかつて存在したアメリカ合衆国の航空機メーカー。1927年にカンザス州ウィチタで航空機の製造を開始。1939年にボーイングが買収しウィチタ工場としてボーイング・ステアマン モデル75（ボーイング・ステアマン）などを製造した。現在ではステアマンのブランドは使われていない。

## 航空機
- ボーイング・ステアマン モデル75
- X-91
- XA-21

## 資料
- Boeing Company. Pedigree of Champions: Boeing Since 1916, Third Edition. Seattle, WA: The Boeing Company, 1969.
- Bowers, Peter M. Boeing aircraft since 1916. London: Putnam Aeronautical Books, 1989. ISBN 0-85177-804-6.
- Simpson, Rod. Airlife's World Aircraft. London: Airlife Publishing Ltd. 2001. ISBN 1-84037-115-3.

## リンク
- Boeing: Lloyd C. Stearman - ボーイングによるLloyd Stearmanの紹介。